# Svenska expeditionen till Jenisej och Novaja Zemlja (1875)
Svenska expeditionen till Jenisej och Novaja Zemlja (1875) var en arktisk sjö- och landexpedition under ledning av Adolf Erik Nordenskiöld. Den finansierades av den svenske grosshandlaren Oscar Dickson. Förutom Nordenskiöld deltog botanikerna Frans Kjellman och Axel N. Lundström, samt zoologerna Hjalmar Théel och Anton Stuxberg.
Expeditionens uppgift var att utsträcka de vetenskapliga undersökningar om den högsta nordens naturförhållanden som tidigare gjorts på Grönland, Island och Spetsbergen. Man ville även över det sedan gammalt illa beryktade Karahavet (bihav till Norra ishavet) finna en väg till någon av de stora sibiriska floderna Ob eller Jenisej.
Expeditionen blev en vetenskaplig och logistisk framgång. Framförallt bekräftade den Nordenskiölds grundläggande idé, att ishavskusten tinade upp under sommaren tack vare det utströmmande färskvattnet från de stora ryska floderna. Året efter genomfördes en uppföljande expedition i samma trakter – Svenska expeditionen till Jenisej och Novaja Zemlja (1876). 

## Historik

### Från Tromsö till Novaja Zemlja
Expeditionen avreste 8 juni 1875 från Tromsö i Norge med den norska fångstjakten Prøven, bemannad med 12 norska fångstmän som alla förut deltagit i färder på arktiska hav. Efter ett uppehåll vid Renön (Reinøya) i fem dagar på grund av ogynnsam vind fortsatte färden genom Fuglösundet och längs Norges nordligaste kust tills man nådde Nordkap. Efter att ha passerat Tanafjorden 18 juni fortsatte färden österut mot Novaja Zemljas västkust, där man 22 juni kastade ankar i fjorden vid Norra Gåskap.
På midsommardagen lättade man ankar och seglade norrut, och 7 juli nådde man det västra inloppet till Matotjkinsundet (Matotjkin Sjar), det trånga sund som förbinder Karahavet med Barents hav och som skiljer norra och södra Novaja Zemlja åt. Avsikten var att genom detta sund nå Karahavet, men då sammanhängande is gjorde detta omöjligt seglade man i stället tillbaka söderut mot Karaporten, det omkring fem mil breda sund som skiljer ön Vajgatjön från Novaja Zemlja.

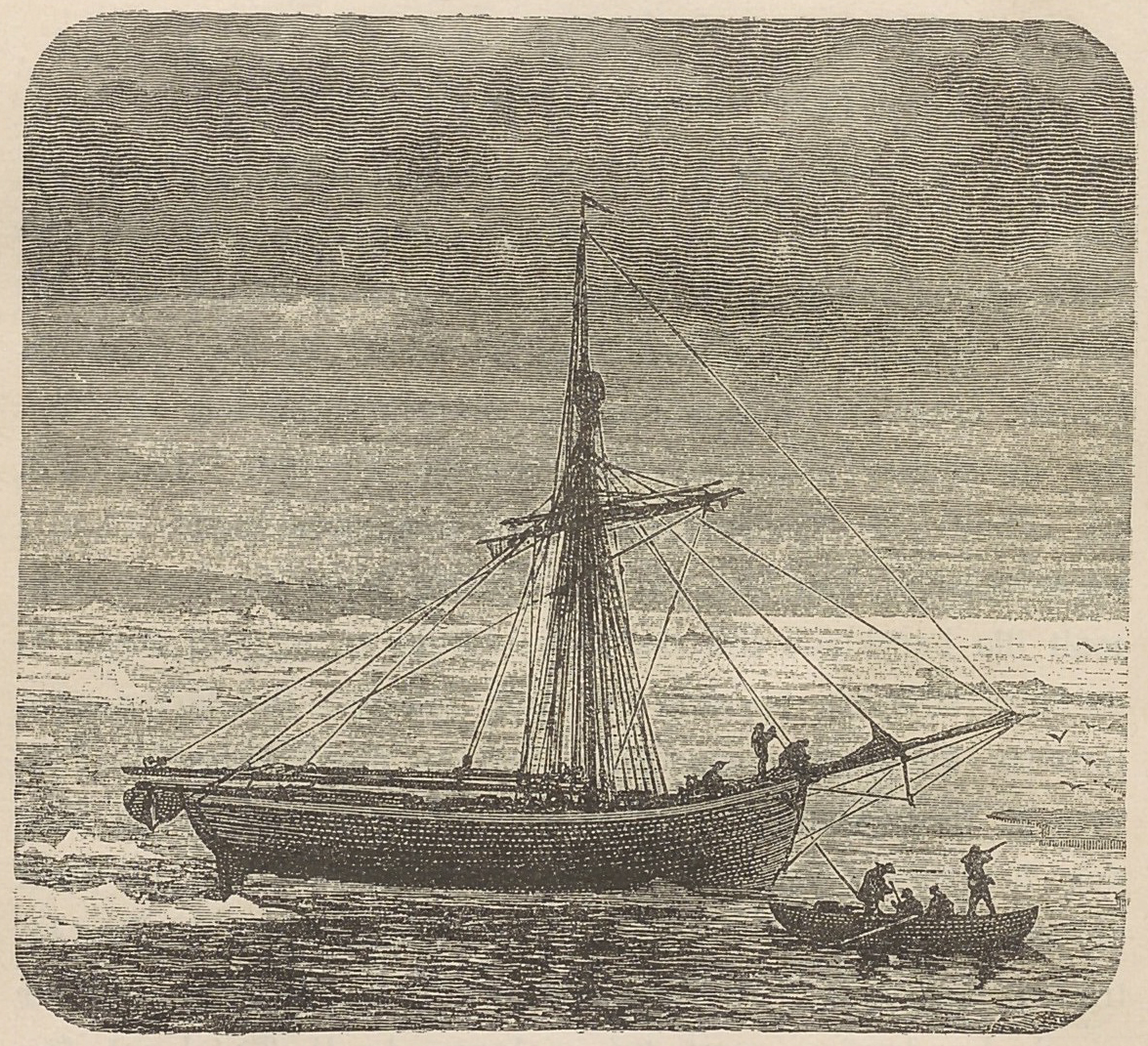
Fångstjakten Prøven. Teckning ur boken Minnen av Vegas färd... av Anton Stuxberg, 1890.

Karaporten var dock även den helt täckt av is, varpå man seglade vidare mot sydost längs Vajgatjöns västkust. 14 juli kastade man ankar strax väster om Kap Grebenni, inte långt från inloppet till Jugor Sjar – det sund som skiljer Vajgatjön från det ryska fastlandet.
Minst 120 olika insektsarter samlades in från Novaja Zemlja och Vajgatjön. Vid en landstigning på Kap Grebenni lyckades man samla in en större mängd försteningar, växter och djur. Efter återkomsten till fartyget påträffade man på stranden några samojeder, vilka blev inbjudna till en måltid och som i sin tur inbjöd besättningen till en åktur genom landskapet.

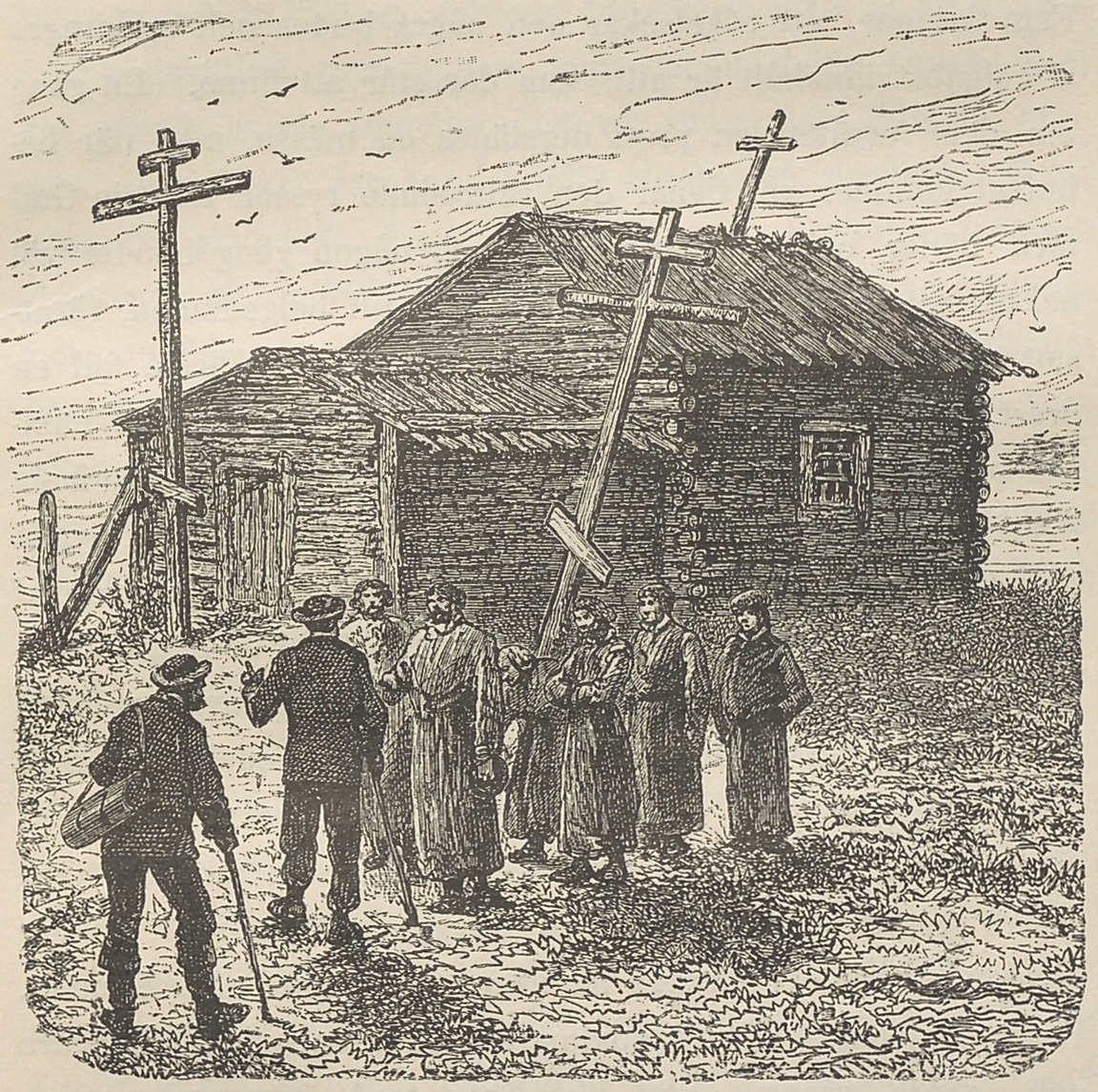
Kyrkan i Chabarova. Teckning ur boken Minnen av Vegas färd... av Anton Stuxberg, 1890.

Efter att ha seglat in i det västra inloppet till Jugor Sjar kastade man 31 juli ankar invid den samojedisk-ryska sommarstationen Chabarova, med några få trähus och en kyrka. Efter några dagars samvaro med samojeder och ryssar lyckades man tack vare ett av sommarsolen uppluckrat istäcke ta sig igenom Jugor Sjar och nådde Karahavet 3 augusti.

### Över Karahavet

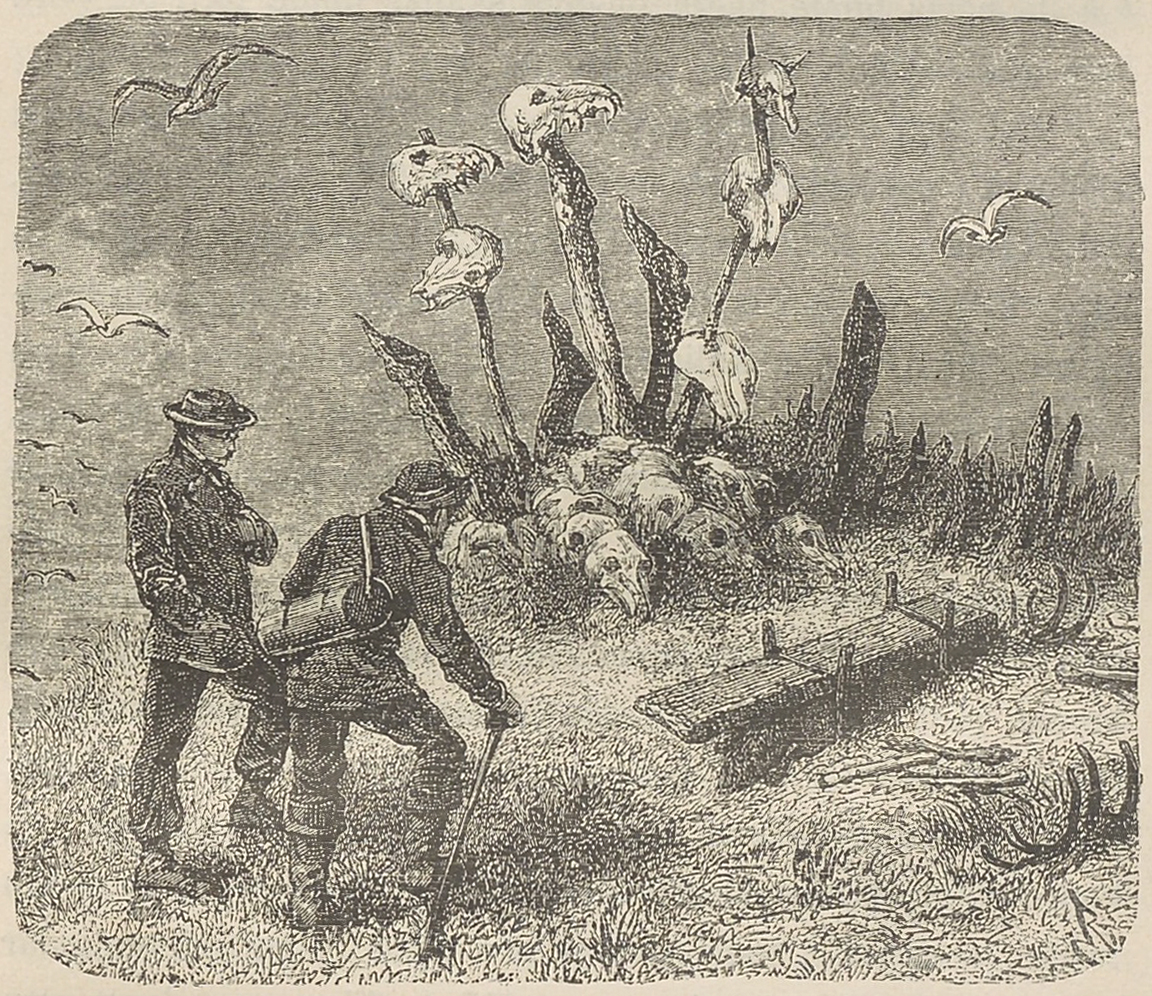
Samojedisk offerplats. Teckning ur boken Minnen av Vegas färd... av Anton Stuxberg, 1890.

Seglatsen gick vidare mot Hvitön (Bjelij Ostrov). 7 augusti fick man strax väster om Kap Wengan på Samojedhalvön (Jamal) besök av Hans Berg, en norsk fångstskeppare. Från Kap Wengan seglade man i nordlig och nordostlig riktning utmed Samojedhalvöns västra kust. Vid en landstigning på halvön fann man en samojedisk offerplats med bland annat skallar av isbjörnar, valrossar och renar, samt uppresta trästycken formade till mänskliga figurer och föreställande gudar.
Efter att ha passerat Hvitön nådde man 15 augusti Jenisejs mynning. Man kastade ankar i vad som senare kom att benämnas Dicksons hamn (jämför dagens Dikson), mellan Nordvest-Kap och Severo-Vostotjnyj-öarna. Efter att ha nått Dicksons hamn delade expeditionen på sig och tog olika vägar hem.

### Kjellmans och Théels återfärd till Tromsö
Kjellman och Théel medföljde Prøven tillbaka till Tromsö. 19 augusti lättade man ankar och kryssade ut mellan Severo-Vostochnyy-öarna, med fortsatt återfärd förbi Obs mynning och Hvitön. Närmaste mål var den plats på nordöstra Novaja Zemja, där den berömde nederländske upptäcktsresanden Willem Barents övervintrade 1596–1597. Återfärden fortsatte genom Matotjkinsundet, vars västra mynning man nådde 10 september. Efter en stormfylld resa över havet från Novaja Zemlja anlände man till Hammerfest 26 september och till Tromsö 3 oktober.

### Flodresan uppför Jenisej

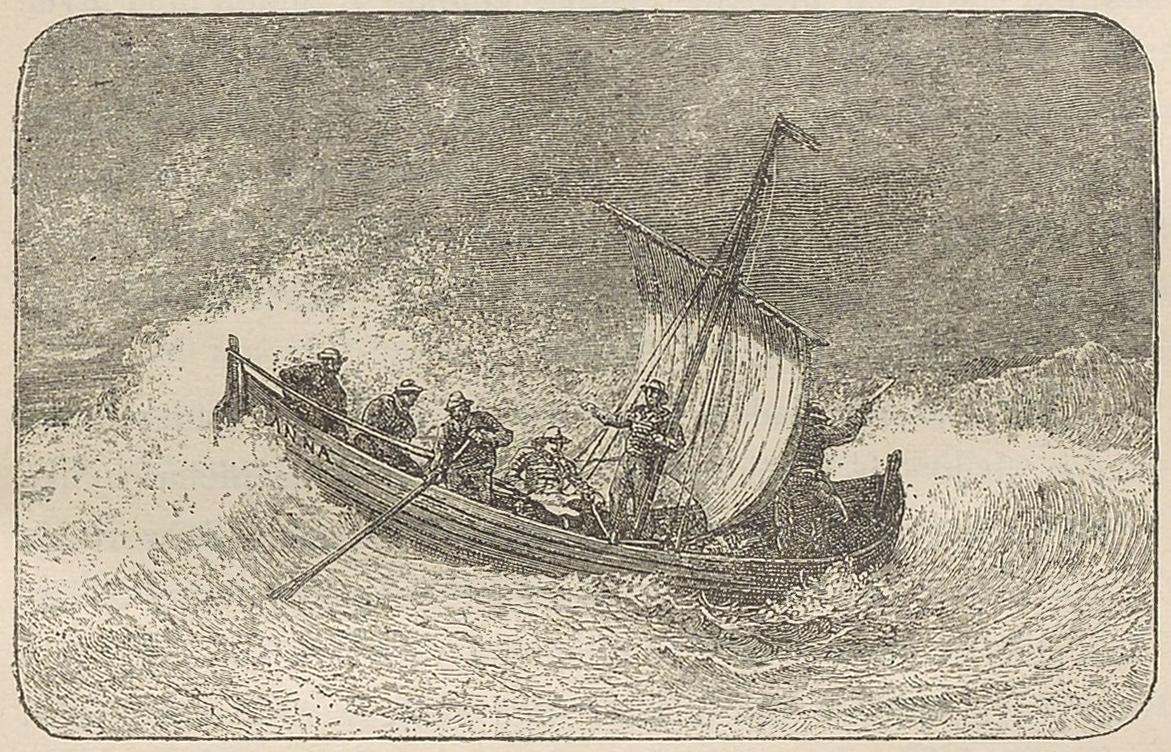
Nordlandsbåten Anna passerar grundet vid Mesenkin. Teckning ur boken Minnen av Vegas färd... av Anton Stuxberg, 1890.

Nordenskiöld, Stuxberg och Lundström reste, tillsammans med tre av fångstmännen, 19 augusti vidare uppför Jenisej, inledningsvis med nordlandsbåten Anna. Efter att ha seglat förbi sommar- och vinterstationerna Volgino och Krestovskij slog man 21 augusti läger vid Sopotjnaja Korga och 24 augusti vid Mesenkin.
Expeditionen fortsatte 26 augusti med den nära 50-årige kosacken Feodor som vägvisare, och 31 augusti nådde man efter 12 dygns seglats Saostrovskoj. Här fick man plats på Alexander, en av de fyra ångbåtar som trafikerade Jenisej, med Ivan Mikajlovitj Jatjmenjeff som befälhavare. Efter att ha lämnat Dudinskoj 4 september fortsatte färden i ytterligare 150 mil uppför Jenisej till slutmålet Jenisejsk, dit man nådde 30 september.
Vid Jenisejs stränder kunde man möta olika folkslag såsom samojeder, ostjaker, juraker, dolganer, tunguser, kosacker, ryssar och polacker. Det gavs också tillfälle, genom täta uppehåll, till studier av traktens flora och fauna.

### Landresan genom Sibirien och Ryssland
Från Jenisejsk, där man stannade en dryg månad, fortsatte expeditionen landvägen med en inköpt tarantass. 5 oktober anlände man till Krasnojarsk, där man stannade i fyra dygn. Färden fortsatte västerut på den stora sibiriska postvägen från Uralbergen mot Nikolajevsk vid floden Volga. Kortare uppehåll gjordes i Tomsk och Omsk. Först i Tiumen tvingades man till ett längre uppehåll för reparation av tarantassen. 28 oktober, strax innan man var framme i Jekaterinburg, passerade man landmärket mellan Europa och Asien.
En utflykt gjordes från Jekaterinburg till Beresovska-guldgruvorna och senare längre norrut till furst Demidoffs rika koppar- och järngruvor vid Nisjnij Tagilsk. 13 november nådde man Nizjnij Novgorod, där man tog farväl av landsvägarna. I de större ryska tidningarna kunde man läsa långa artiklar om expeditionens oväntade framgång.
Expeditionen fortsatte med järnväg genom Ryssland (med uppehåll i Moskva och Sankt Petersburg) och Finland. Den sista sträckan tillbaka till Sverige gick från Helsingfors med ångbåten Aavasaksa, och 30 november anlände man till Stockholm.